# Steven Staryk
Steven Staryk (* 28. April 1932 in Toronto) ist ein kanadischer Geiger und Musikpädagoge.

## Leben
Der Sohn ukrainischer Einwanderer hatte den ersten Violinunterricht im Alter von sechs Jahren bei John Moskalyk und setzte sie zwischen 1942 und 1956 bei Elie Spivak, Chris Dadeff, John Dembeck und Albert Pratz in Toronto und bei Mischa Mischakoff, Oscar Shumsky und Alexander Schneider in New York fort. 1936 debütierte er im Rundfunk der CBC, und 1949 spielte er mit dem Royal Conservatory Orchestra in der Massey Hall Niccolo Paganinis Erstes Violinkonzert. Er trat außerdem bei den Promenade Symphony Concerts auf und war von 1950 bis 1952 Mitglied des Toronto Symphony Orchestra und nach seiner Entlassung als angeblicher Sympathisant des Kommunismus von 1952 bis 1956 des CBC Symphony Orchestra. Außerdem trat er als freiberuflicher Solist und Mitglied verschiedener Kammermusikgruppen sowie Mitglied und Konzertmeister des Hart House Orchestra auf.
Nach der Teilnahme an der Carl Flesch International Competition in London wurde er unter der Leitung von Thomas Beecham der jüngste Konzertmeister in der Geschichte des Royal Philharmonic Orchestra. 1960 nahm er als Konzertmeister mit dem CBC Symphony Orchestra Werke Igor Strawinskis unter der Leitung des Komponisten auf. Im gleichen Jahr wurde er auf Empfehlung Rafael Kubeliks auch Konzertmeister des Concertgebouw-Orchesters und des Amsterdamer Kammerorchesters. In dieser Zeit unterrichtete er auch am Conservatorium van Amsterdam.
1963 holten ihn George Szell und Henryk Szeryng als Konzertmeister zum Chicago Symphony Orchestra, mit dem er bis 1967 auch als Solist auftrat. In der Chicagoer Zeit unterrichtete er an der Northwestern University und am American Conservatory. Nach Konzertreisen durch Europa 1967–68 unterrichtete Staryk am Konservatorium des Oberlin College und spielte im Oberlin String Quartet. Bei seinem ersten Soloauftritt mit dem Toronto Symphony Orchestra spielte er 1971 unter Leitung von Karel Ančerl Lothar Kleins ihm gewidmete Paganini Collage.
Mit dem Pianisten John Perry gründete Staryk 1969 das Staryk-Perry Duo, das Konzerte in den USA und Kanada gab und Harry Freedmans Encounter uraufführte (1975) und sämtliche Violinsonaten Beethovens sowie Jean Papineau-Couture Sonata in G aufnahm. Daneben gab er in dieser Zeit Klassen bei der Shawnigan Summer School of the Arts (1972) und am Courtenay Youth Music Centre (1972–1976) und leitete von 1972 bis 1975 das Streicherdepartment der Vancouver Academy of Music.
Als Gastprofessor unterrichtete Staryk 1973–1974 an der University of Victoria, 1975–1976 an der University of Ottawa und 1977–1979 an der University of Western Ontario. Am Royal Conservatory of Music unterrichtete er von 1975 bis 1987 (und danach weiter als Gastprofessor), an der University of Toronto von 1978 bis 1987. Ab 1982 war er Konzertmeister des Toronto Symphony Orchestra. Von 1987 bis 1997 unterrichtete er an der University of Washington in Seattle. Zu seinen zahlreichen Schülern zählen u. a. Gwen Hoebig und Roger Chase.
Das besondere Interesse Staryks galt der zeitgenössischen kanadischen Musik. Er spielte u. a. Werke von Murray Adaskin und Harry Somers und die Uraufführungen der Violinkonzerte George Fialas (1973), Talivaldis Kenins’ (1974), Srul Irving Glicks (1976) und Paul Hofferts (1976) und erhielt zweimal (1967 und 1975) Preise des Canada Council . 2007 wurde er zum Officer des Order of Canada ernannt.
Aus den zahlreichen CD-Aufnahmen Staryks ragt die Staryk Collection heraus, eine in mehr als 50 Jahren entstandene und 30 CDs umfassende Sammlung von Konzertmitschnitten und Studioaufnahmen sowie bis dahin unveröffentlichtem Material. Unter dem Pseudonym Primas Stefan nahm er 1958 und 1968 traditionelle Roma-Musik auf; die Aufnahmen erschienen auf CD unter dem Titel Primas Stefan and his Royal Tziganes.